# Luis de Requesens
Luis de Requesens y Zúñiga (Barcelona, 25 de agosto de 1528 - Bruselas, 5 de marzo de 1576) fue un militar, marino, diplomático y político español, gobernador del Estado de Milán (1572-1573) y de los Países Bajos (1573-1576).
Mentor de don Juan de Austria, su labor fue fundamental para la gran victoria de la Liga Santa en la batalla de Lepanto. Y también fue comendador mayor de Castilla en la Orden de Santiago.

## Vida

### Juventud
Nació en la casa de sus padres, el antiguo Palacio Real Menor de los Reyes de Aragón, llamado el Palacio de la Reina, en la ciudad de Barcelona, en la cámara rica del parament, siendo bautizado el 28 de agosto en la parroquia del mismo palacio. Aunque su nombre de pila hubiera debido ser Luis de Zúñiga y Requesens, en las capitulaciones matrimoniales de sus padres se especificaba que debía utilizar en primer lugar el apellido materno de doña Estefanía de Requesens, señora de la villa de Molins de Rey, de la Villa y baronía de Martorell y de los lugares de San Esteban de Sasroviras, Castellbisbal y Castellví de Rosanes, en lugar del apellido de su padre, Juan de Zúñiga y Avellaneda, segundo hijo del Conde de Miranda, para respetar y perpetuar el apellido materno, que estaba emparentado con la Casa de Cardona.
Se crio como muy delicado y enfermizo. En una ocasión casi se le dio por fallecido, pero su madre lo llevó al altar de Nuestra Señora en Montserrat, donde al poco tiempo comenzó a recobrar la salud perdida. Se nombró preceptor a Juan de Arteaga y Avendaño, que había sido uno de los primeros discípulos de San Ignacio de Loyola.

### Al servicio del Príncipe de Asturias

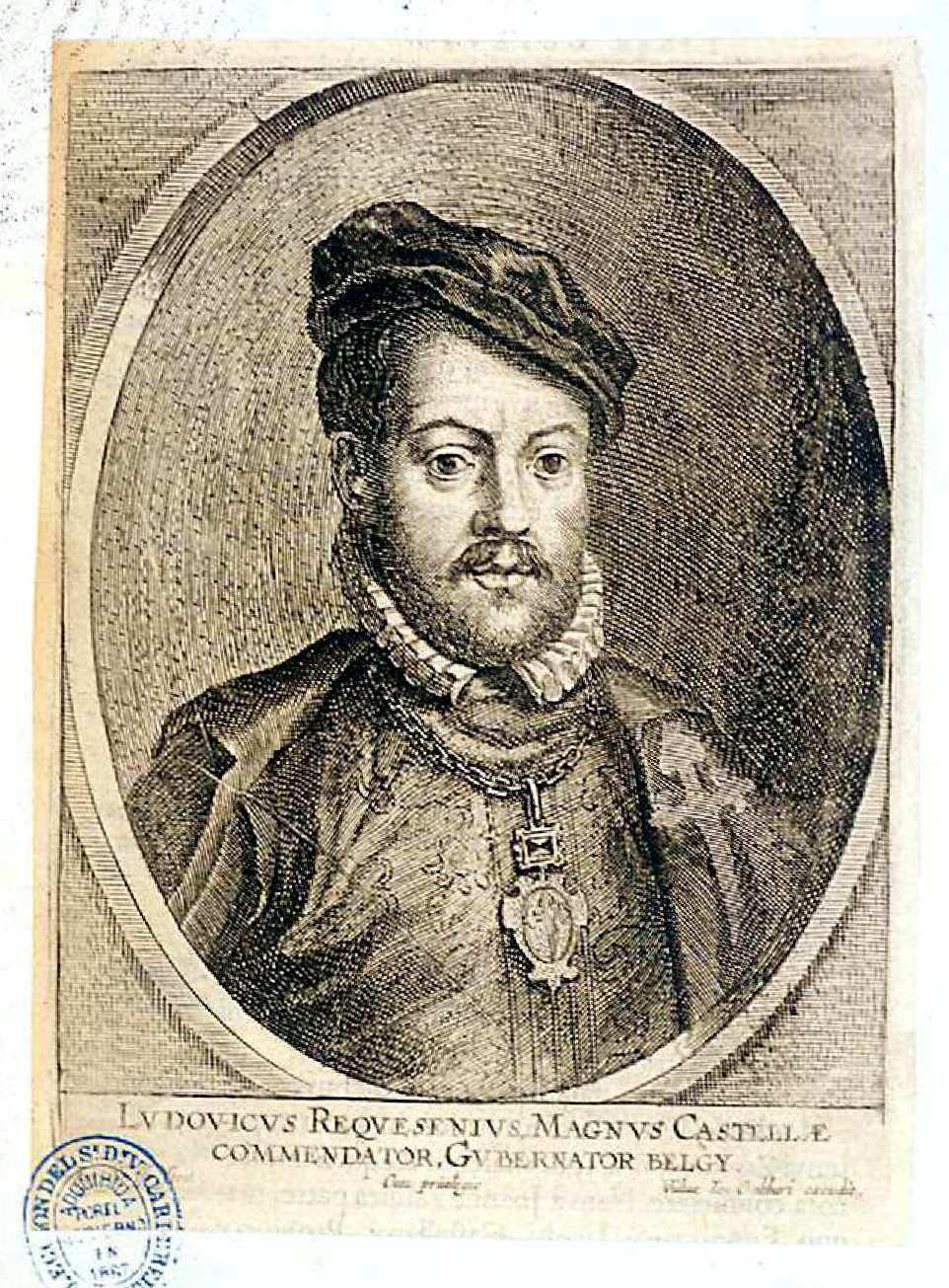
Retrato de Luis de Requesens y Zúñiga. Ilustración de Famiano Strada, De bello Belgico decas prima, Amberes, 1640. Grabado de Jacob Neefs. Inscripción: «Lvdovicvs Reqvsenivs, Magnvs Castillæ / commendator, gvbernator Belgy»

Al ser nombrado su padre ayo del príncipe don Felipe a principios de 1535, Luis de Requesens fue nombrado paje del mismo, por lo que recibieron la misma educación, siendo designado para llevar el guion del Príncipe durante todo el tiempo en que permanecieron juntos. Ya en 1537, el emperador Carlos le hizo la merced del hábito de la Orden de Santiago. Entre otros juegos, corría la sortija y justaba con el Príncipe y sus pajes, con lo que su carácter irritable y áspero se fue dulcificando.
En 1543, fue de los designados para acompañar al Príncipe de Asturias en su boda con María de Portugal, permaneciendo junto a los desposados todo el tiempo y ocupándose de su administración y custodia. Al fallecer María por sobreparto el 12 de julio de 1545, el Príncipe, muy dolido por la pérdida de su esposa, se retiró por un tiempo al Monasterio del Abrojo, donde don Luis le acompañó como amigo y compañero de sufrimientos, ocupándose al mismo tiempo de que nada le faltara para aliviar los sinsabores por los que pasaba.
El 27 de junio de 1546 falleció su padre, por lo que el Emperador le concedió la encomienda mayor de Castilla en la Orden de Santiago, la cual había ostentado el padre hasta su muerte. El cuerpo del difunto fue trasladado de Madrid a Barcelona, por lo que viajó hasta esta ciudad para estar presente en su enterramiento, que se realizó en la Capilla del Palau, que por la ayuda de su madre y esposa del finado, en forma de supervisión de las obras, se había llevado a buen término.
En 1547, fue una vez más designado para acompañar al Príncipe a Monzón, pero en este viaje iba ya con capa y espada. Este viaje lo pudo realizar al haber salido de una más de sus muchas enfermedades sufridas, aparte de haber recibido una grave herida. Su madre le sugirió que, para pasar mejor esa mala temporada, se fuera a la Corte del rey Carlos I, que en esos momentos se encontraba en sus dominios de Emperador en el Sacro Imperio, por lo que partió de la ciudad de Barcelona el 11 de diciembre de 1547, llegando a Augusta donde en esos instantes se encontraba Carlos I, quien le recibió con todos los honores.
El Rey tenía que desplazarse a sus territorios de Flandes, por lo que le designó para acompañarle. A la llegada del Rey a sus dominios, en los que hallaba su hermana la reina de Francia, doña Leonor, entre los regalos que se prodigaron hubo una serie de fiestas y torneos entre los diferentes caballeros. En uno de los torneos, sacó por su cuenta a dos cuadrillas, una en la que él encabezaba el grupo, rodeado de caballeros amigos y deudos de él, pero montando caballos ligeros para escaramuzar, mientras que la otra cuadrilla estaba compuesta por criados vestidos a la húngara, lo que no dejó de ser una gran sorpresa para todos y muy aplaudida.
Siempre le distinguió su modestia, pues al llegar el príncipe Felipe y a pesar de tener el apoyo incondicional del Rey, Requesens no consintió que se le nombrara hombre de cámara de su Príncipe. Las fiestas continuaron a la llegada de la Corte a Bruselas. El Príncipe quiso justar con Requesens, este accedió pero, por ser la primera vez que se enfrentaba a su Alteza, en el momento del choque alzó la caña, por lo que el Príncipe no le alcanzó ni él tampoco. Unos momentos después le volvieron a retar, y don Luis no supo quién lo hacía, así que esta vez no levantó la caña, alcanzando en la celada al contrario, el cual fue desmontado y del golpe que recibió al caer en tierra se quedó adormecido. Al quitarle el yelmo, se dio cuenta de que había sido engañado, pues el que yacía en tierra no era otro que el Príncipe Felipe.
Justo al siguiente día del encuentro con el Príncipe le llegó la noticia de que el 25 de abril de aquel año de 1549, su querida madre había fallecido en la ciudad de Barcelona, por lo que inmediatamente y con la aquiescencia del Rey se puso en camino hacia esta ciudad. Estando en Barcelona, el 12 de julio de 1551 fue a recibir al Príncipe que llegaba embarcado, al cual acompañaba el príncipe del Piamonte Manuel Filiberto de Saboya, por lo que Requesens puso a disposición del piamontés su casa, el Palau, donde este permaneció mientras estuvieron en la ciudad.

### Al servicio del Emperador
Se comenzó a tratar entonces de su matrimonio, cuya principal escogida era la hija del Maestro Racional de Barcelona, pero ni esta, doña Jerónima, ni su padre don Francisco Gralla y Desplá estaban muy de acuerdo. No así la madre, doña Guiomar de Estalrich, y aunque intervino el Príncipe, hubo tal disputa familiar, que Requesens prefirió dejar correr el tema, y abandonó Barcelona camino de Madrid. Ello casi obligó a que el Príncipe se pusiera igual que él en camino a Madrid, con la excusa de que ya el Rey había llegado a la capital, donde se convocó Capítulo General de la Orden de Santiago; en ella y por intermediación del propio monarca, Requesens fue elegido como uno de los trece caballeros de ella, a pesar de que sólo contaba con 23 años de edad.
En este capítulo se resolvió que el Rey entregaría cuatro galeras a ella y ésta debía mantenerlas durante tres años en perfecto estado para entrar en combate; y si todo funcionaba bien, se haría que la resolución continuase. Se realizó el asiento, con la firma del Rey y con la del Príncipe como Gobernador de España, siendo propuesto por todo el capítulo para el cargo de capitán general de ellas al Comendador Mayor de Castilla, por lo que el Príncipe le proveyó luego de todo lo necesario. Requesens aceptó por dos razones: la primera, porque había sido toda la Orden la que se lo demandó, y la segunda, porque al dejar la casa del Príncipe, quería cambiar de ambiente y conocimientos, y la mar no era una mala elección.
Por varios y diferente motivos, en mayo de 1552 aún estaban sin formarse los aprestos de las cuatro galeras. Por esta razón, los de la Orden le rogaron al Comendador que marchase al Sacro Imperio, donde se encontraba el Emperador Carlos y pusiera en su conocimiento lo que estaba ocurriendo.
Partió de Madrid con dirección a la Corte el 12 de junio de 1552, haciendo parada para embarcar en Barcelona. Aquí se encontró con doña Jerónima, que finalmente lo convenció, no sin usar todas sus dotes, de que se desposara con ella. Dado que las galeras ya habían partido y sólo una fragata quedaba dispuesta en el puerto para zarpar, a media noche se realizaron los capítulos matrimoniales y poco antes del amanecer contrajo el matrimonio. Apenas una hora después Requesens embarcó en el buque que debía trasportarlo a Génova.
De esta ciudad pasó a Milán, poniéndose en camino siguiendo al Rey, al que dio alcance al pararse este para juntar al ejército que debía de combatir a los rebeldes luteranos del Sacro Imperio. Con el Rey pasó a Metz y posteriormente a Lorena a mediados de octubre, donde al Rey le entraron sus dolores de la gota, por lo que dejó de capitán general del ejército al Duque de Alba, al que el Comendador de Castilla siguió en todas las escaramuzas y combates que hubieron lugar.
En el sitio de Metz se declaró una epidemia que produjo graves pérdidas, y el mismo día de Navidad, al acabar de comulgar Requesens junto a los Caballeros de la Orden, le sobrevinieron unas fiebres; los facultativos llegaron a desahuciarlo. Antes de estar totalmente restablecido, se dio fin al asedio de Metz. Esto le obligó a realizar un penoso camino hasta llegar de nuevo a Bruselas, en donde ya se encontraba el Rey, con el que aprovechó para tratar los temas de la Orden. Volvió a partir hacia Génova, donde abordó una de las galeras del Duque de Alba y con la que retornaron a Barcelona. Al día siguiente de su llegada, se consumó su matrimonio.
Posteriormente vinieron unas herencias que le hicieron extraordinariamente rico, pues por azares de la vida concurrieron unas circunstancias que a los que les tocaban no las habían cumplido. Entre ellas estuvo la herencia de la duquesa de Calabria, que para hacerse con ella se vio obligado a mantener una serie de juicios, en los que su contrincante era el Conde de Saldaña, hijo mayor del Duque del Infantado. También ganó el pleito contra el cuarto marqués de Oliva, por lo que finalmente fue él también el único heredero.
Como al finalizar el Capítulo de la Orden de Santiago el príncipe Felipe embarcó en La Coruña para dirigirse al reino de Inglaterra y contraer matrimonio con María Tudor, Requesens regresó a Barcelona para terminar de poner a punto sus galeras. Hubo un incidente en el que su galera fue abordada por el capitán general de las de España, hecho que provocó por primera vez en su vida la ira. Aclarado el tema por el propio Rey, renunció a su mando.

### Embajador ante la Santa Sede

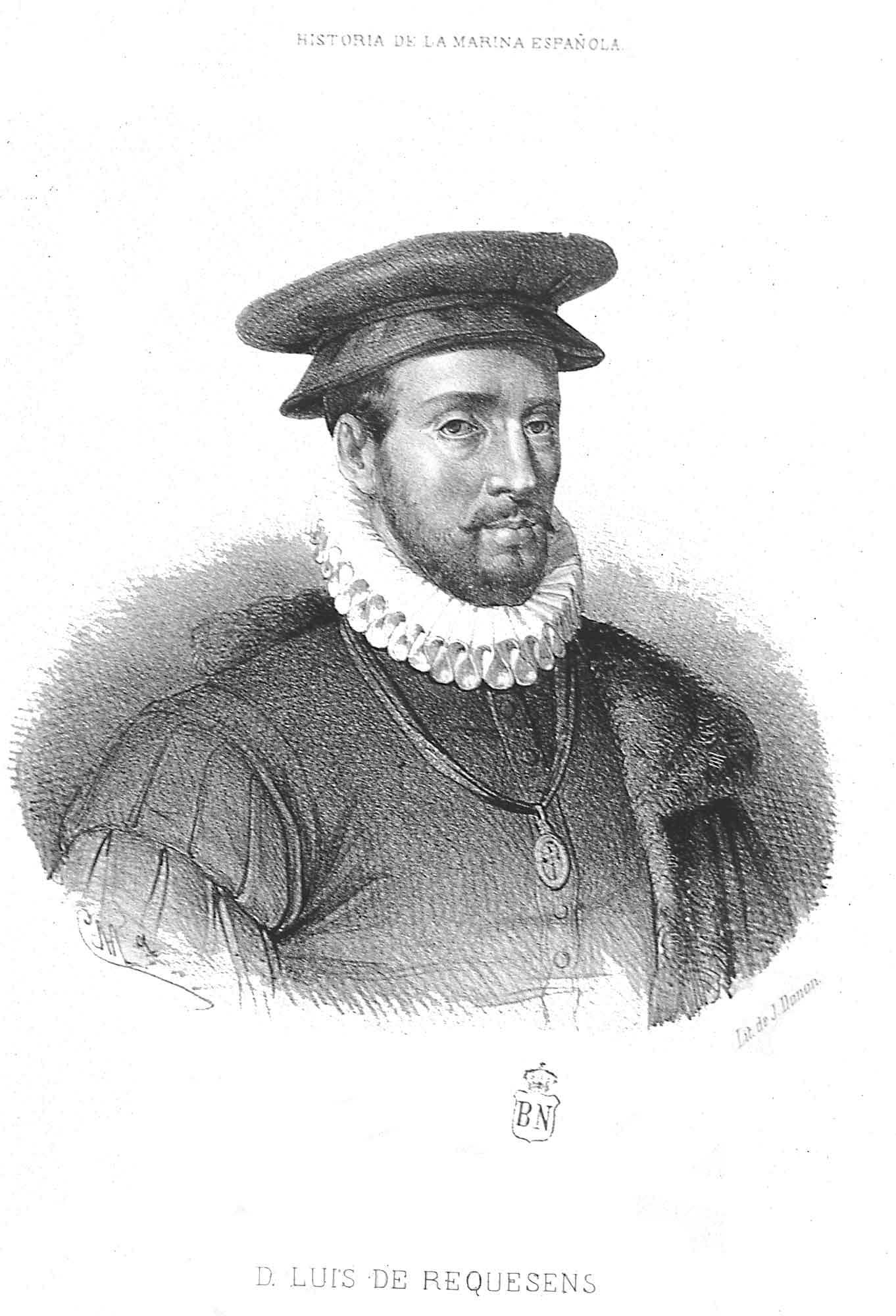
Retrato de Luis de Requesens y Zúñiga (grabado de 1854 por Carlos Múgica y Pérez de Historia de la Marina Real Española, en la Biblioteca Nacional de España).

Se encontraba en Valladolid cuando recibió la visita de Juan de Vega, a la sazón Presidente del Consejo Real, que el nuevo rey Felipe II le había nombrado Asistente de Sevilla. Aunque el cargo era de mucha honra y autoridad, Requesens aún estaba resentido por la actuación del general de las Galeras de España, y se negó en redondo a aceptarlo.
En diciembre de 1561, recibió la visita de fray Bernardo de Fresneda, de la orden franciscana y confesor del Rey, quien le puso en conocimiento de haber sido nombrado por el monarca Embajador de España ante la Santa Sede, en cuyo solio pontificio se sentaba el Papa Pío IV. Fue informado al mismo tiempo de que se le asignaba un sueldo de 8.000 ducados de oro anuales, más otros 10 000 por una sola vez para cubrir los gastos del viaje. A pesar de tan lucrativo cargo, no dio su conformidad hasta que obtuvo el consentimiento, previa consulta a su mujer y su hermano.
Unos días después volvió a caer gravemente enfermo, por lo que no pudo partir de la capital hasta que no estuvo restablecido. Realizó la salida el 22 de diciembre de 1562 con dirección a Villarejo de Salvanés (Madrid), localidad en la que permaneció hasta la Pascua, y al terminar ésta se puso en camino hacia Valencia y de aquí a Barcelona.
Las primeras galeras que zarparon de este puerto fueron las de la Orden de San Juan junto a las del Duque de Florencia. Se embarcó en la capitana de las de San Juan, a cuyo mando estaba el capitán general don Juan Vicente de Gonzaga, el que más tarde sería el cardenal Gonzaga, y llegaron a Civitavecchia, de donde se dirigieron a Bracciano. Allí su hija cayó enferma, por lo que su mujer se quedó al cuidado de la niña, y él prosiguió viaje, realizando el 25 de septiembre de 1563 la solemne entrada, que estaba estipulada para el representante del Rey Católico, que era la máxima, en la ciudad de Roma.
La principal controversia que tuvo que sortear fue la de la preeminencia en los lugares sagrados que debían de ocupar el representante francés y el español, ya que después de varios enfrentamientos que llegaron a la violencia, el Papa había cedido, dando la preferencia al francés, con gran indignación de la legación española. Luis de Requesens puso los hechos en conocimiento del Rey y este, en señal de la más enérgica protesta, ordenó al embajador que abandonara Roma, pero al mismo tiempo que hiciera saber al sumo pontífice que la revocación no era ante la Santa Sede, sino ante su persona. Pero Felipe II, por orden privada, le comunicó que bajo ningún concepto debía abandonar los Estados Pontificios, por lo que debía de ir entreteniéndose todo lo que pudiera, pues creía que Su Santidad no iba a durar mucho y debía estar presente para la elección del nuevo Papa, y para ello no debía de estar muy lejos.
Requesens fue haciendo el camino muy lentamente, pero aun así logró llegar a Génova. Estando ya en esta ciudad envió a su esposa a los baños de Luca, donde llegó a punto de morir. Precisamente por esta dolencia de la que era conocedor, había pedido en repetidas ocasiones al Rey su licencia, para retornar a España, y justo le llegó la autorización estando en Luca.
Asimismo le llegó la noticia esperada de que el Papa estaba enfermo, por lo que con gran discreción se encaminó hacia Roma, pero fue acercándose tan despacio que a su llegada, el cónclave ya se había cerrado para elegir al nuevo sustituto en el solio pontificio de Pío IV. Pero no se dio por vencido y se puso a trabajar, demostrando sus grandes dotes diplomáticas al ser quien más influyó en la elección del dominico e inquisidor Antonio Michele Ghiselieri como Papa, con el nombre de Pío V, que sería a la postre el impulsor de la Santa Liga contra el Turco.
El contento del Rey fue tan enorme por este nuevo nombramiento, que lo confirmó como Embajador de España ante la Santa Sede, logrando bajo su estancia en Roma que las cosas se discutieran pero siempre con un buen fin, por lo que tanto el Rey como el Papa estaban a su entera satisfacción con él. De todas las misiones encomendadas, la que más difícil le resultó fue el proceso al que la Inquisición sometió al cardenal-arzobispo de Toledo, Bartolomé Carranza. Se decidió que este problema lo resolviera el Papa por ser de su incumbencia, pero para ello tenía que sacarlo de la vigilancia de su Rey, lo cual no era de su total agrado por la confianza depositada en él por Felipe II. Lo logró con la promesa de que el Papa lo tendría preso hasta que se resolviera el proceso, con el voto decisivo de Su Santidad, pero con la admisión por los votos consultivos que el Rey enviase al Papa.
Por este tiempo llegó a Madrid el Capitán general de la Mar y virrey de Nápoles, García de Toledo, al que su majestad lo vio ya con poca salud, lo que le llevó a decidir relevarlo de sus funciones para tratar de que se recuperase. Por ello nombró a su hermanastro el príncipe don Juan de Austria como su sucesor en los cargos, pero al ser muy joven, le puso a Requesens de ayudante por ser persona de su entera confianza y conocedor de las cosas de la mar, lo cual puso en su conocimiento un documento con la firma Real, fechado en Madrid el 22 de marzo de 1568. En este documento se le concedían los más amplios poderes. Mientras, en la Embajada era sustituido por su hermano Juan de Zúñiga.
Por sus grandes dotes y capacidad de mando, así como sus habilidades marineras, fue ascendido y nombrado Capitán General de la Mar. Utilizando su poder, consiguió organizar unas fuerzas navales que lograron impedir los constantes saqueos a que los hermanos Barbarroja sometían a las costas del Levante español e islas de Baleares. Al poco tiempo se volvieron a resentir las relaciones entre el Rey y el Papa, lo que decidió a Felipe II a hacer regresar a don Luis a Roma, quien en poco tiempo resolvió las diferencias retornando la tranquilidad entre ambos poderes. Al terminar este asunto, el Rey le volvió a ordenar que regresase junto a su hermano en la mar, pero antes de que las galeras pudieran estar listas, se produjo el levantamiento de los moriscos del reino de Granada.

### La rebelión de las Alpujarras
Por sus demostradas dotes fue elegido por el rey Felipe II como consejero de su hermanastro don Juan de Austria en la guerra contra los moriscos en las Alpujarras. Para ello, también recibió la orden de que fueran trasladados desde Nápoles y Milán varios tercios de la infantería, por lo que tuvo que volver a dejar a su mujer gravemente enferma. Salió de Roma el 23 de marzo de 1569 y se embarcó en la escuadra en el puerto de Civitavecchia. Mientras, en Liorna se alistaba parte de la flota, formada por las galeras del Duque de Florencia, que estaban a sueldo del Rey de España. Desde Génova partieron asimismo las que se pudieron juntar, que pertenecían a varios acaudalados particulares. En total contaba 24 galeras.
Al llegar a Marsella, se le reprodujeron unas fiebres, que otra vez a punto estuvieron de acabar con su vida. Por este motivo no desembarcaron tan siquiera y reanudaron viaje el 18 de abril. Les sorprendió un tremendo temporal que logró dividir a la escuadra, por lo que su galera llegó a Mahón y el resto a Cerdeña. Pero dos de ellas se fueron a pique antes de poder llegar, a otras cuatro más la mar las viró y les dio de través, mientras el resto pudo arribar en muy malas condiciones.
El 28 de abril llegó a Palamós y de allí pasó a Barcelona, volvió a embarcar y costeando llegaron a Vélez-Málaga el 3 de junio. Luego ordenó a su primo Miguel de Moncada ponerse a las órdenes de don Juan de Austria, que se encontraba en Granada. Por expresa decisión de Felipe II, Requesens actuó como mentor de don Juan, y este debía seguir sus consejos sin apartarse de ellos.
Al terminar esta campaña, regresaron al mar, donde don Luis le siguió como lugarteniente general y con las mismas amplias facultades. Se le encomendó la preparación de la escuadra y ejército españoles que debían unirse a la Santa Liga, siendo formada esta expedición en el puerto y ciudad de Barcelona.

### Lepanto
Durante 1571 y 1572 fue el brazo derecho de don Juan de Austria, aunque en realidad y por carta firmada por el rey Felipe II, lo que ejercía era de segundo jefe de la Armada y como tutor del Príncipe. Por instrucciones secretas se le comunicaba que «por sus cualidades reunían, la prudencia, buen juicio, virtudes diplomáticas, experiencia marinera en este mar y una respetada condición nobiliar».

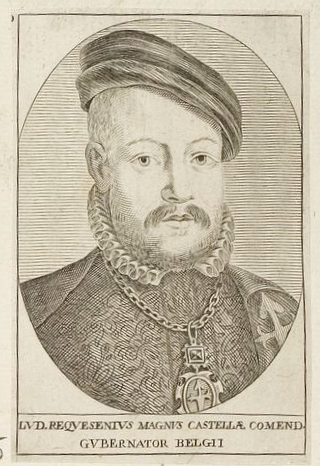
Luis de Requesens

El padre March describe con todo el acierto la misión encomendada por el Rey a Requesens, pues se recibe un nuevo documento, en el mes de junio de 1571, el cual ratificaba al de 1568, lo cual era muy sintomático. Esta reafirmación en las recomendaciones, las cuales fijaban con toda claridad sus responsabilidades para la expedición de la Santa Liga contra los turcos, afirmaba que «todo lo que hubiera de despacharse por escrito, debía llevar la firma tanto del capitán general como la suya» y aún insistía más al decirle en esa instrucción reservada adjunta «todo lo que ordenare e hiciese debía ser de acuerdo, sin poder don Juan apartarse de él de ninguna manera y en caso de que se apartara alguna vez de su parecer, le facultaba para hacer discretamente las diligencias que creyera convenientes, para acudir a su regia autoridad, todo ello, sin demostraciones públicas y guardando la consideración que al príncipe se debía».
Por otra carta de junio del mismo año de 1571, se le designa como una de las tres personas, junto a don Álvaro de Bazán y don Juan Andrea Doria, que tienen que prestar su consentimiento a la decisión de presentar el combate, pero al mismo tiempo se mantiene la orden de que el «capitán general no podía expedir ni firmar disposición ninguna sin la previa revisión y aquiescencia de don Luis».
En la batalla de Lepanto combatió con gran vigor, y sus muy acertadas disposiciones contribuyeron enormemente al triunfo final. Guardó, no obstante, tal discreción y tacto que quedó en un segundo plano, tanto por seguir las recomendaciones de su Rey, como por el cariño y afecto que profesaba a don Juan de Austria. Al terminar el combate, dirigió la recuperación de todos los bajeles posibles, mandando a continuación su reparación, para con ellos comenzar una expedición contra Túnez, que se efectuó al año siguiente.
La efectividad de su mando queda reflejada en la carta que cuatro días después del combate, don Juan dirigía a su Rey, en la que entre otras cosas le decía «que honraba al Comendador Mayor pero que vivía muy desgraciado, por el exceso de celo y demasía severidad con que a su juicio ejercía su papel, pues los dos trataban las infinitas materias, que no resuelvo sin él y que ya no podía hacer más para darle gusto, sino dejarle todo el cargo».
De carácter afable pero firme, le acompañaba como gran virtud su gran modestia, la cual y sus sentimientos hacia don Juan de Austria, al que consideraba el mejor de sus amigos y el más grande jefe que nunca tuvo España, le llevaron incluso a ocultar sus extraordinarios servicios prestados, dándole siempre el buen hacer de ellos a su buen Príncipe.
Se dice que fue muy importante, casi totalmente decisiva, su intervención para que la imagen del Santísimo Cristo de Lepanto y varias de las banderas de aquel memorable encuentro fueran llevadas a Barcelona. Requesens prometió a la virgen que mandaría construir un convento en Villarejo de Salvanés en su nombre si ganaban la batalla. Tras ganarla, este convento se empezó a construir en 1573 y hoy día lo preside la patrona de Villarejo de Salvanés, la Virgen de la Victoria de la Batalla de Lepanto. Como curiosidad, las fiestas de Villarejo se celebran el 7 de octubre; el mismo día en que se ganó la batalla de Lepanto.

### Gobernador de los Países Bajos
Después del combate de Lepanto, donde la victoria fue una demostración de sabiduría y fuerza de las armas contra la de los turcos, por expresa decisión de Felipe II se le nombró Gobernador del estado de Milán en 1572.
Al año siguiente se le encomendó el Gobierno de los Países Bajos, relevando en el mando Fernando Álvarez de Toledo y Pimentel, el Gran Duque de Alba, cuya política represiva y continuas victorias sobre los rebeldes no habían logrado pacificar el país. Requesens recibió instrucciones precisas de negociación: debía salvaguardar, a toda costa, la soberanía del legítimo gobernante de los Países Bajos y la ortodoxia católica. Pero todos los buenos oficios de Requesens no pudieron evitar la prosecución de la lucha, por la enconada oposición de los rebeldes. Ya antes de partir para Bruselas, Requesens publicó una amnistía general, la abolición del Tribunal de los Tumultos y la derogación de las alcabalas. Pero si esta oferta de buena voluntad apenas tuvo eco en el sur, fue totalmente desoída en las provincias norteñas. Llegado a finales del otoño de 1573, Requesens tuvo que acudir a las armas para imponer su autoridad.
Aunque en febrero de 1574 se había perdido el importante puerto de Middelburg, Requesens logró una brillante victoria sobre las tropas de Luis de Nassau en Mook, en el valle del Mosa, en la que perdieron la vida otros dos hermanos de Guillermo de Orange, y pudo reducir bastante rápidamente la zona meridional. Ahora parecía el momento de anunciar su política de conciliación y de perdón, pero, falto de dinero para atender al pago de sus soldados, Requesens se hallaba en una situación comprometida. El Rey enviaba ingentes sumas de dinero (en 1574, concretamente, más del doble que en los dos años anteriores), pero los gastos del Ejército, que en esas fechas contaba con 86.000 hombres, superaban con creces las posibilidades económicas de la Hacienda regia.
Requesens se vio forzado a buscar un acuerdo con Orange utilizando la mediación del emperador Maximiliano II. Las conversaciones tuvieron lugar en Breda. El gobernador estaba dispuesto a retirar de Flandes las tropas españolas, pero con la condición de que el catolicismo sería la única religión autorizada; los protestantes tendrían un plazo de diez días para retirarse al extranjero. Esta exigencia imposibilitó el entendimiento. Los Estados de Holanda, Zelanda y Frisia Occidental, debido a nuevas adhesiones al credo calvinista y a la emigración de otros de las provincias meridionales, contaban con la mayoría de la nueva religión y no estaban dispuestos a aceptar aquella imposición. Además, el calvinismo estaba plenamente identificado con la causa nacionalista y no podía ser dejado de lado.
Fracasadas estas negociaciones, Requesens reemprendió la lucha con mayor denuedo. Tropas españolas al mando del coronel Cristóbal de Mondragón, con el agua al cuello y soportando los disparos de los soldados y marinos holandeses, que les ocasionaron numerosas pérdidas, vadearon los bajos que separaban las islas de Duiveland y Schouwen y ocuparon gran parte de Zelanda. Pero cuando tenían los españoles una salida al océano y podían cortar las comunicaciones entre Walcheren y el sur de Holanda, surgió un motín general de las tropas. El 1 de septiembre de 1575, Felipe II declaró la suspensión de pagos de los intereses de la deuda pública de Castilla y la financiación del Ejército de Flandes quedó cortada. Se debían a las tropas, en algunos casos, casi dos meses de soldada, por un importe de 6.000.000 de escudos. Surgieron nuevos motines de las tropas, y durante cerca de un año estuvieron paralizadas las operaciones militares.
Por tal cúmulo de desgracias y la ya manifestada debilidad de su cuerpo, Luis de Requesens falleció en Bruselas el 5 de marzo de 1576, haciéndolo como un verdadero y ferviente católico, asistido por varios facultativos y clérigos. Fue sustituido en el gobierno de los Países Bajos, sumidos en el caos, por don Juan de Austria.
Su cuerpo fue enterrado en el panteón familiar de la capilla anexa al Palau.

## Matrimonio e hijos
Como se ha mencionado, casó el 13 de junio de 1552 con doña Jerónima Gralla, matrimonio que no se consumó hasta el año siguiente.
El 27 de septiembre de 1557 vino al mundo su primera hija, a la que le puso el nombre de Mencía de Mendoza, que era el mismo del de la duquesa de Calabria, de quien por designio de don Luis sería la heredera de su fortuna y título. Se casó en 1582 con Juan Alonso Pimentel de Herrera, V duque de Benavente.
El 19 de abril de 1559 nació su único hijo, al que se le impuso el nombre de Juan de Zúñiga y Requeséns, que era lo estipulado en las conciliaciones de una de las otras herencias.